# Edward Hendriks
Edward Hendriks (Velp, 10 april 1975) is een Nederlandse copywriter en auteur. Naast een aantal thrillers (uitgegeven bij Uitgeverij De Fontein) heeft hij een aantal korte verhalen (uitgegeven in eigen beheer) op zijn naam staan.
In zijn werk komen gewone mensen door een gebeurtenis vaak in een situatie terecht waarin het uiterste van hen wordt gevergd. In zijn thriller Gezworen vrienden heeft hij zijn ervaringen als leider bij Scouting verwerkt.
Edward Hendriks is getrouwd en heeft drie dochters.

## Bekroningen en/of prijzen
- Vrij Nederland Thrillergids 2017 – 3 sterren – Geen weg terug
- Winnaar Hebban Thriller Tiendaagse schrijfwedstrijd 2017 – Nieuwe orde (kort verhaal)
- Vrij Nederland Thrillergids 2014 – 3 sterren – Gezworen vrienden

- International Standard Name Identifier: 0000 0003 8833 7996
- Nederlandse Thesaurus van Auteursnamen: 343100886
- Virtual International Authority File: 281463044
- WorldCat: E39PBJvcX4ywWft3vDv9GmdxXd